# Uromenus melillae
Uromenus melillae är en insektsart som beskrevs av Nadig 1994. Uromenus melillae ingår i släktet Uromenus och familjen vårtbitare. Inga underarter finns listade i Catalogue of Life.